# Artacama valparaisiensis
Artacama valparaisiensis är en ringmaskart som beskrevs av Rozbaczylo och Mendez 1996. Artacama valparaisiensis ingår i släktet Artacama och familjen Terebellidae. Inga underarter finns listade i Catalogue of Life.